# Deutsche Atlantische Gesellschaft
Die Deutsche Atlantische Gesellschaft ist ein eingetragener, gemeinnütziger Verein mit Sitz in Berlin. Sie ist der deutsche Zweig der Atlantic Treaty Association und sieht ihre Aufgabe darin, über die deutsche Sicherheitspolitik und die Einbindung Deutschlands in die NATO zu informieren. Lobbypedia benennt als Aufgaben zudem die Werbung für die NATO.

## Aufgaben
Die Ziele des Vereins umfassen nach eigenen Angaben:
- die Bestrebungen der NATO in ihrem Verständnis für Sicherheit, Stabilität und internationale Zusammenarbeit auf der Grundlage von Freiheit, Demokratie, Rechtsstaatlichkeit und der Menschenrechte zu unterstützen;
- eine umfassende, gerechte und dauerhafte Friedensordnung nach den Zielen der NATO zu fördern;
- eine Kooperation der Europäischen Union zur Unterstützung der NATO im Rahmen der GASP anzustreben;
- die Integrierung der mittel- und osteuropäischen Mitgliedsstaaten in die NATO zu unterstützen;
- mit anderen nationalen Atlantischen Gesellschaften zusammenzuarbeiten, die in der Dachorganisation ATA (Atlantic Treaty Association) zusammengeschlossen sind.

## Geschichte
Die Gesellschaft wurde am 20. März 1956 in den Räumen der Deutschen Parlamentarischen Gesellschaft in Bonn durch einige Bundestagsabgeordnete gegründet. Federführend war dabei der ehemalige Chef des Bundeskanzleramtes, Otto Lenz, der auch zum ersten Präsidenten der Deutschen Atlantischen Gesellschaft gewählt wurde. Nach dem plötzlichen Tod von Otto Lenz folgte ihm als Präsident Richard Jaeger. Seit 2006 ist Christian Schmidt Präsident.
Die Vereinsarbeit umfasst Informationsveranstaltungen, Vorträge, Seminare und Fachtagungen über die NATO und sicherheitspolitischen Themen. Diese Aufgaben werden durch 29 Regionalkreise, Foren und vier Ausschüsse durchgeführt.
Im Rahmen des Festakts zum 50-jährigen Bestehens des Vereins wurde am 25. Oktober 2006 in Berlin die Jugendorganisation YATA Germany (Youth Atlantic Treaty Association) als Untergruppe gegründet. Als Nachwuchsforum soll YATA Germany jüngere Mitglieder in das transatlantische Netzwerk einbinden. Sie dient dem Meinungsaustausch auf nationaler und internationaler Ebene und organisiert hierfür eigene Veranstaltungen.